# Bradley Davies
Pas d'image ? Cliquez ici

a Compétitions nationales et continentales officielles uniquement.

b Matchs officiels uniquement.
Dernière mise à jour le 31 mai 2023.
Bradley Scott Davies, né le 9 janvier 1987 à Llantrisant, est un joueur international gallois de rugby à XV qui évolue au poste de deuxième ligne.

## Biographie
Bradley Davies est formé dans les équipes de jeunes de Cardiff Blues et il dispute donc la Welsh Premier Division avec le Cardiff RFC entre 2005 et 2008. Régulièrement sélectionné dans les équipes de jeunes du pays de Galles, il participe au grand chelem du pays de Galles dans le Tournoi des Six Nations des moins de 19 ans en 2005. 
Cette même année, il fait ses débuts avec l'équipe première des Blues en Celtic League. Appelé dans le groupe du pays de Galles pour la tournée d'été en Afrique du Sud en 2008, il est blessé à la cheville et déclare forfait trois jours avant le premier match disputé le 7 juin face aux Springboks. Il connaît finalement sa première cape internationale contre l'Écosse le 8 février 2009. Le 22 août 2011, il est retenu par Warren Gatland dans la liste des trente joueurs gallois qui disputent la Coupe du monde de rugby à XV 2011. Il dispute les quatre matchs de la poule D et le quart de finale contre les Irlandais.
À la fin de la saison 2022-2023, il annonce prendre sa retraite sportive.

## Palmarès

### En club
- Vainqueur du Challenge européen en 2010 avec les Cardiff Blues.
- Vainqueur de la Coupe anglo-galloise en 2009 avec les Cardiff Blues.
- Vice-champion de la Celtic League en 2007 et 2008 avec les Cardiff Blues.

### En équipe nationale
- Vainqueur du Tournoi des Six Nations des moins de 19 ans en 2005 (Grand Chelem).
- Vainqueur du Tournoi des Six Nations en 2012 (Grand Chelem).

## Statistiques en équipe nationale
Au 31 mai 2023, Bradley Davies compte 66 sélections avec le pays de Galles, dont 44 en tant que titulaire. Il obtient sa première sélection le 8 février 2009 à Dublin contre l'Irlande. Son dernier match disputé sous le maillot gallois est contre l'Uruguay le 13 octobre 2019.
Il participe à sept éditions du Tournoi des Six Nations, en 2009, 2010, 2011, 2012, 2015, 2016 et 2018. Il participe à trois éditions de la Coupe du monde, en 2011, disputant sept rencontres, face à l'Afrique du Sud, les Samoa, la Namibie, les Fidji, l'Irlande et la France et l'Australie, puis en 2015, où il joue contre l'Angleterre, les Fidji et l'Afrique du Sud, et en 2019 où il dispute une rencontre contre l'Uruguay.